# We're Here
We're Here es una serie de telerrealidad estadounidense de HBO que presenta a los ex concursantes de RuPaul's Drag Race Bob The Drag Queen, Eureka O'Hara y Shangela. En el programa, el trío de drag queens viaja por los Estados Unidos para reclutar residentes de pueblos pequeños para participar en espectáculos de drag de una sola noche. Se estrenó el 23 de abril de 2020. En junio de 2020, la serie fue renovada para una segunda temporada que se estrenó el 11 de octubre de 2021.A 2024 la serie cuenta con ya 4 temporadas.

## Reparto
- Bob The Drag Queen
- Eureka O'Hara
- Shangela

## Producción
HBO anunció la serie de telerrealidad de seis partes el 5 de noviembre de 2019, protagonizada por los ex concursantes de RuPaul's Drag Race Bob The Drag Queen, Eureka O'Hara y Shangela. We're Here fue creada por Stephen Warren y Johnnie Ingram, y es producida por Warren, Ingram, Peter LoGreco, Eli Holzman y Aaron Saidman. LoGreco también dirige. Caldwell Tidicue (Bob the Drag Queen), David Huggard (Eureka O'Hara) y D.J.  Pierce (Shangela Laquifa Wadley) se desempeñan como consultores de producción.
El episodio final de la serie, que estaba programado para ser ambientado en Spartanburg, Carolina del Sur, fue detenido por la imposición de bloqueos debido a la pandemia de COVID-19 en los Estados Unidos. En cambio, el episodio se convirtió en una discusión basada en Zoom entre los tres presentadores sobre sus propios viajes personales a través del drag; Bob The Drag Queen declaró que esperaba que el espectáculo regrase a Spartanburg cuando la producción pudiera reanudarse.
El 5 de junio de 2020, el programa se renovó para una segunda temporada, siendo estrenada el 11 de octubre de 2021. El 16 de diciembre de 2021 el programa fue renovado para una tercera temporada, la cual se estrenó el 25 de noviembre de 2022.El 12 de julio de 2023 se anunció que la serie se renovó para una cuarta temporada, pero con nuevas drag queens: Jaida Essence Hall, Priyanka y Sasha Velour. El 6 de septiembre de 2023, se anunció que Latrice Royale se unía al reparto de la cuarta temporada.La cuarta temporada fue estrenada el 26 de abril de 2024.

## Episodios
| Número | Título                       | Dirigido por  | Fecha de salida     | Espectadores USA (millones) |
| ------ | ---------------------------- | ------------- | ------------------- | --------------------------- |
| 1      | Gettysburg, Pensilvania      | Peter LoGreco | 23 de abril de 2020 | 0,122                       |
| 2      | Twin Falls, Idaho            | Peter LoGreco | 30 de abril de 2020 | N/A                         |
| 3      | Branson, Misuri              | PeterLoGreco  | 7 de mayo de 2020   | 0,103                       |
| 4      | Farmington, Nuevo México     | PeterLoGreco  | 14 de mayo de 2020  | 0,130                       |
| 5      | Ruston, Luisiana             | PeterLoGreco  | 21 de mayo de 2020  | 0,070                       |
| 6      | Spartanburg, We Make It Werk | PeterLoGreco  | 4 de junio de 2020  | 0,113                       |